# Kambove (gruva)
Kambove är en koppar- och koboltgruva vid orten med samma namn i Kongo-Kinshasa. Den ligger i provinsen Haut-Katanga, i den södra delen av landet, 1 400 km sydost om huvudstaden Kinshasa.